# Форохел
Форохел (синд. Forochel, «северный лёд» или «северный залив»; иначе Форошель, Форочел, Форохель) — в легендариуме Дж. Р. Р. Толкина залив на севере Средиземья, также этим именем зовётся побережье залива. С юга и востока окружён землями Фородвайта, с запада — Синими горами. Климат местности очень суровый, зимой чрезвычайно сильные морозы.
Залив Форохел упоминается в «Приложение „A“» к «Властелину Колец», в «Неоконченных преданиях Нуменора и Средиземья» и в «Истории Средиземья» (том 7, гл. 2; том 12, гл. 1). По сюжету произведений в этот залив бежал последний король Артэдайна, Арведуи. Здесь ему предоставил убежище народ лоссот — исконные жители Фородвайта. Весной 1974 года Т. Э., Кирдан Корабел послал на помощь королю свой корабль, который столкнулся со льдами в заливе. С большим трудом он пробился к суше и взял Арведуи на борт. На обратном пути при выходе из залива корабль сильным ветром оказался притёрт ко льду и за ночь им затёрт, вскоре затонув. Из числа бывших на борту людей не спасся никто. На дне залива Форохел также покоятся два палантира — из башни Амон Сул и Аннуминаса, которые Арведуи взял с собой.

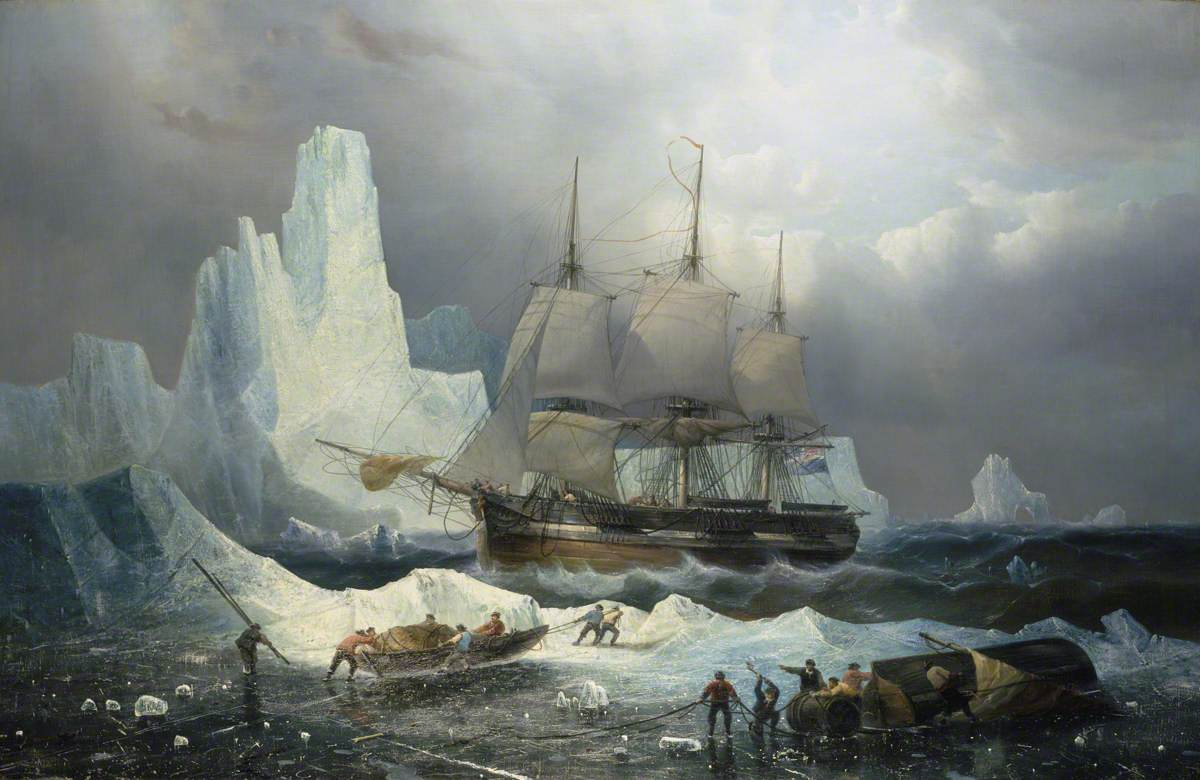
Флагманское судно «Эребус» экспедиции Франклина во льдах

По мнению Дж. Гарта, эпизод с пребыванием короля Арведуи в Форохеле, встреча с народом лоссот и собственно создание этой местности было вдохновлено газетными публикациями о поисках арктической экспедиции Франклина на рубеже столетней годовщины её пропажи.
Уильям Сарджинт, профессор геологии в Университете Саскачевана, полагает, что Форохел в вымышленной вселенной Толкина должен был находиться на одноимённой литосферной плите региона Фородвайт (одной из четырёх или шести плит Средиземья), столкновение которой с плитами Рованиона и Эриадора вызвало процессы орогенеза в данных регионах.
Карен Гудвин при анализе климатического зонирования Средиземья демонстрирует в своей работе, как меняется описание поясов вымышленного климата от «скованного льдом залива Форохел» до крайнего юга. Доктор философии со специализацией на английской литературе Стефан Екман из Университета Карлстада, анализируя карту Средиземья, выразил мнение, что наличие на ней второстепенных объектов, таких как Форохел, порождает «временну́ю глубину» повествования, создавая отсылки к событиям давно минувших дней, позволяя читателю соотносить локации разных произведений, действие которых разворачивается в разные годы и эпохи.